# Aedes mefouensis
Aedes mefouensis är en tvåvingeart som beskrevs av Franco Ferrara 1974. Aedes mefouensis ingår i släktet Aedes och familjen stickmyggor. Inga underarter finns listade i Catalogue of Life.